# Scream Silence
Scream Silence – niemiecki gothic metalowy zespół muzyczny założony w 1998 roku w Berlinie.
Pierwszy album zespołu, zatytułowany To Die For... (1999), został albumem miesiąca według magazynu Orkus. Dzięki sukcesowi pierwszego albumu Scream Silence mogło wziąć udział w trasach koncertowych u boku takich zespołów, jak Christian Death czy Dreadful Shadows.
Kolejna płyta pt. The 2nd wydana została w 2001 roku i wspięła się na pierwszą pozycję wielu europejskich list najczęściej kupowanych albumów. Po tym sukcesie zespół wyruszył we własną trasę koncertową oraz pojawił się na festiwalu muzycznym Wave Gotik Treffen w Lipsku. W 2003 roku zespół wydał trzecią płytę, zatytułowaną ...Seven Tears.
Wiosną 2004 roku grupa założyła własną wytwórnię Plainsong Records oraz rozpoczęła pracę nad czwartym albumem, zatytułowanym Elegy, który został wydany 25 października tego roku. Na płycie gościnnie wystąpili Yuki Melchert (skrzypce) oraz Anika Skusa (wiolonczela). W kolejnych latach ukazały się następne albumy zespołu: Saviourine (2006), Aphelia (2007), Apathology (2008) i Scream Silence (2012). W 2015 roku zespół wydał dziewiąty już album zatytułowany Heartburnt.

## Muzycy
Obecny skład zespołu
- Hardy Fieting – wokal
- Robert Klausch – gitara elektryczna
- René Gödde – gitara elektryczna
- Hagen Schneevoigt – gitara basowa
- Heiko Wolf – perkusja

Byli członkowie zespołu
- Cornel Otto – gitara basowa
- Rene Schulze – gitara basowa
- Joerg Rennewald – gitara elektryczna

## Dyskografia
- To Die For... (1999)
- The 2nd (2001)
- ...Seven Tears (2003)
- Elegy (2004)
- Saviourine (2006)
- Aphelia (2007)
- Apathology (2008)
- Scream Silence (2012)
- Heartburnt (2015)

Single
- „The Sparrows and the Nightingales” (2000)
- „Forgotten Days” (2001)
- „Curious Changes” (2004)
- „Creed” (2005)
- „Dreamer's Court” (2012)
- „Days of Yore” (2012)
- „Art Remains” (2015)